# Лигр
Лигр (англ. liger от lion — «лев» и tiger — «тигр») — гибрид между львом-самцом и тигрицей-самкой. Следовательно, его родители относятся к одному и тому же биологическому роду пантер, но к разным видам. Внешне он заметно отличается от своего противоположного гибрида, тигрольва. Является крупнейшим представителем семейства кошачьих, существующих в настоящее время. Выглядит как гигантский лев с размытыми полосами.

## Описание
Внешним видом и размерами схож с вымершими в плейстоцене пещерным львом и его сородичем американским львом. Лигры — самые крупные кошки в мире на сегодняшний день. Самым крупным лигром является Геркулес из интерактивного тематического парка развлечений «Джангл Айленд». У самцов-лигров, за редким исключением, почти отсутствует грива и, в отличие от львов, лигры умеют и любят плавать.
Другая особенность лигров заключается в том, что самки лигров (лигрицы) могут давать потомство, что необычно для гибридов. Это, вероятно, обусловлено геномным импринтингом. Гены, которые при геномном импринтинге ускоряют рост зародыша и плаценты, обычно работают на отцовской хромосоме, а гены, которые сдерживают рост зародыша, — на материнской. Предполагается, что у полигамных видов (в том числе у львов, у которых самка может спариваться с несколькими самцами) эффект отцовских генов выражен сильнее, чем у моногамных (к которым относятся тигры). Лигры получают от отца-льва гены, активнее способствующие росту потомства, а у матери-тигрицы гены, сдерживающие рост потомства, действуют слабее. У отца-тигра гены, способствующие росту, менее активны, а у матери-львицы в наличии более активные гены, сдерживающие рост, которые работают в период развития её потомства. Этим и объясняется тот факт, что лигр крупнее, чем лев, а тигролев размером меньше тигра.

## Размеры и масса

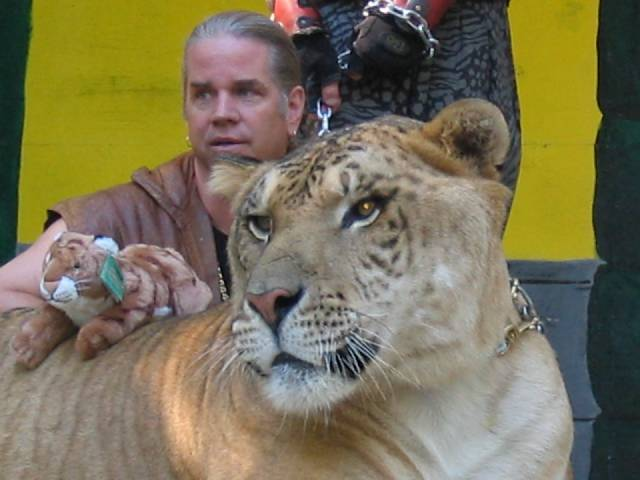
Геркулес и его дрессировщик в парке животных, г. Майами

Лигр может достигать в длину четырёх и более метров, а вес превышает триста килограммов (это на треть больше, чем у крупных львов). Самый крупный ныне живущий лигр Геркулес имеет вес 450 кг, что тяжелее среднего льва в два раза.

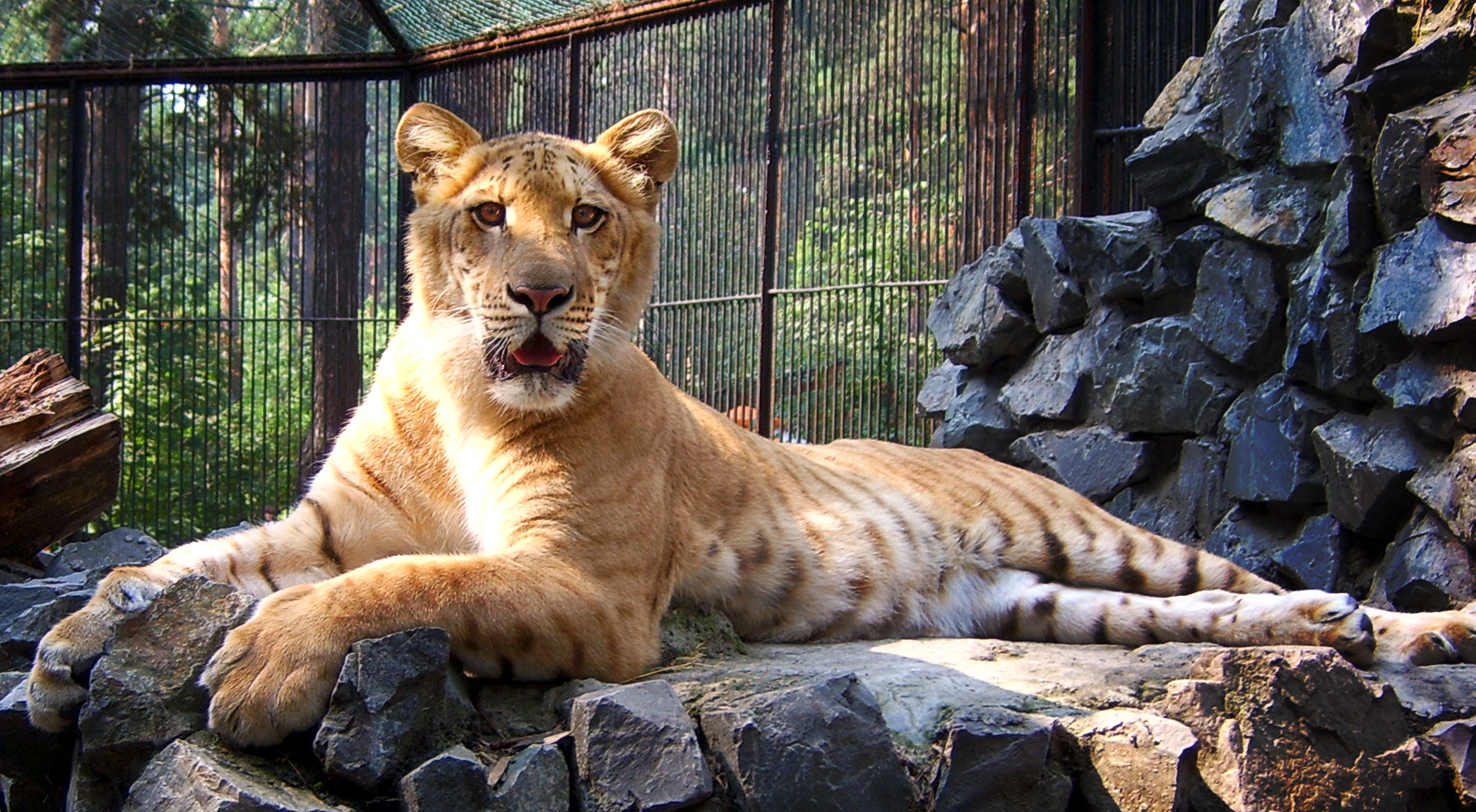
Лигрица Зита в Новосибирском зоопарке

## Ареал
Лигров практически невозможно встретить в природе главным образом потому, что в естественной среде львы и тигры почти не имеют шансов встретиться: современный ареал льва включает в основном центральную и южную Африку (хотя в Индии существует последняя уцелевшая популяция азиатских львов), в то время как тигр — исключительно азиатский вид. Поэтому скрещивание видов происходит, когда животные долгое время живут в одном вольере или клетке (например, в зоопарке или цирке), но потомство дают лишь 1—2 % пар, из-за чего в мире сегодня числится не более двух десятков лигров.
В России одна лигрица по кличке Зита содержалась в Новосибирском зоопарке и стала матерью нескольких лилигрят, но она ушла из жизни в 2018 году. Причины смерти Зиты не известны. Другая живёт в Липецком. Также лигров можно увидеть на представлениях Большого Московского государственного цирка (2009). Одна лигрица по кличке Маруся содержится в мини-зоопарке при санатории «Октябрьский» в городе Сочи (2012). Ещё один лигр поселился в мини-зоопарке недалеко от трассы Владивосток — Находка (2015). 

## Лилигры
По правилу Холдейна самцы лигров стерильны, в то время как самки обычно фертильны. В 2012 году Новосибирский зоопарк сообщил о рождении лилигрицы — потомка лигрицы и льва. Лилигры, как и лигры, не встречаются в природе. Первый лилигр родился в начале сентября 2012 года в Новосибирском зоопарке. Родители — лев Самсон и лигрица Зита 2004 года рождения. Новорождённую самку назвали Киара, в раннем возрасте она больше похожа на львёнка. Поскольку у Зиты не было молока, лилигрицу вскармливала кошка жены директора зоопарка. В середине мая 2013 года у Самсона и Зиты родились ещё три лилигрёнка, все женского пола. В апреле 2014 года в сочинском санатории «Октябрьский» в мини-зоопарке — 6-летняя лигрица Маруся родила трёх лилигров, одного самца и двух самок, от льва. До двух месяцев лилигрят выкармливала немецкая овчарка.

### Талигры
Талигры — гибриды лигриц и тигров — рождались дважды: в Интерактивном зоологическом парке Гарольда Уэйна (Винневуд, Оклахома, США) в августе 2007 и марте 2013. Вес взрослых самцов достигает 400 кг, длина 3,3―4 метров, высота 113―126 см; вес самок 200―260 кг, длина 3―3,4 метров.